# 曹娥庙
曹娥庙位于中国浙江省绍兴市上虞区百官街道曹娥江西岸、孝女庙村南30米，是纪念东汉时孝女曹娥的祭地，始于东汉元嘉元年（151）所建之曹娥墓，后因墓而建祠，现存建筑主要建于1931-1936年，占地面积约7000平方米，庙内所有的柱、梁、轩、雀替、门窗等都布满精美雕刻，体现近代工艺之繁富精致，有“江南第一庙”之誉。1989年12月列入浙江省文物保护单位，2013年3月列入第七批全国重点文物保护单位。

## 历史沿革
东汉元嘉元年（151），上虞县令度尚改葬曹娥于江南道旁，并立曹娥碑，碑文由邯郸淳所写，传蔡邕曾夜读此碑，并题“黄绢幼妇，外孙齑臼”八字字谜，后为杨修所解（谜底为“絶（絕）妙好辤（辭）”），今庙内所存曹娥碑则为北宋元祐八年（1093）由蔡卞摹旧时碑文重书。
庙址初在曹娥江东岸，后迁西岸。北宋熙宁十年（1077）载入祀典，有司春秋祭祀，元祐八年（1093）建正殿八间。大观四年（1110）封曹娥为灵孝夫人，后因借潮而应不断加封，南宋嘉定十七年（1224）在庙后增建曹府君祠祀其父母，淳祐六年（1246）又封其父为和应侯，母为庆善夫人。南宋和明万历时分别以舍生护卫祖母的孝女朱娥和为父申冤献身的孝女諸娥配享，明嘉靖时又以合郡烈女从祀东西两庑，清同治时赐额“福被曹江”。建筑屡毁屡建，1929年7月毁于大火，1931年曹娥人任鸿奎捐募重建，1936年竣工。

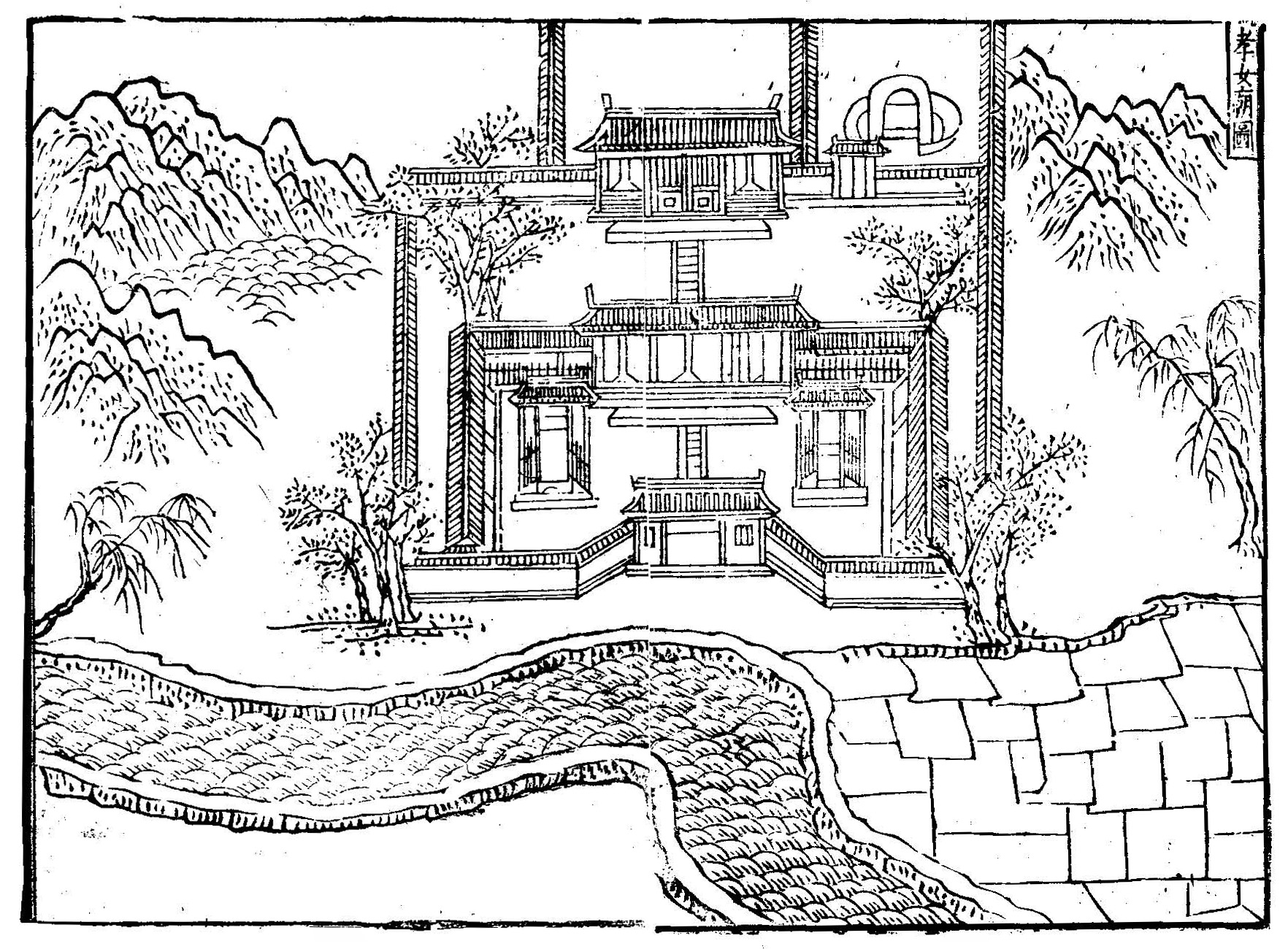
明万历十五年（1587）《绍兴府志》孝女庙图。

## 建筑布局
建筑临江而立，面东向，背靠凤凰山，按明万历《绍兴府志》附图，时有山门、正殿和后殿（曹府君祠，又名双亲殿）三进，后殿西北侧为曹娥墓。今建筑则分左、中、右三轴布局，左轴线（北轴线）以三开间为主，上有石牌坊（建于清雍正十年（1732））、饮酒亭、曹娥碑、双桧亭、墓前亭和曹娥墓（文革时被毁，原有墓道石刻侍女、石马、石羊等均无存，1982年重修）。中轴线为五开间，上有照墙、御碑亭、大山门、正殿和后殿，正殿为全庙中心，宽20米，高约15米，硬山顶，由46根合抱大柱支撑，中央四根顶梁主柱用15米、直径0.5米的楠木制成。前槽为三卷船篷轩，后槽为单卷船篷轩。右轴线（南轴线）亦为三开间，上有小山门、戏台、土谷祠、沈公祠、东岳殿和阎王殿。
全庙有楹联匾额30余副，集清以来诸多名家墨迹，如蒋中正题匾“人伦之光”，刘春霖楷书联“百行孝为先，至性感人余热泪；大江流不尽，夕阳终古咽寒涛”，于右任草书联“德必有邻，江流近接清风岭；文能载道，石墨犹传黄绢辞”，马一浮行书联“渺渺予怀尝思所求乎子何事，浑浑如在试问无忝尔生几人”。

## 图集
- 建筑群天际线，自照墙东侧看
- 大山门
- 照墙西侧及御碑亭
- 正殿
- 正殿近景
- 正殿前轩廊
- 蒋中正所题“人伦之光”匾
- 正殿内景，暖阁内奉曹娥像
- 后殿
- 后殿内景，暖阁内奉曹娥父母像，两侧为朱娥和诸娥像
- 北轴线之双桧亭
- 北轴线之墓前亭和曹娥墓
- 南轴线之穿廊
- 穿廊上藻井
- 南轴线之阎王殿